# Kasteel Quedlinburg
Kasteel Quedlinburg (Duits: Schloss Quedlinburg) is de naam voor het slot dat ontstaan is uit de gebouwen van de voormalige abdij van Quedlinburg. Het kasteel ligt naast de Sint-Servaaskerk op de slotberg boven de oude binnenstad van Quedlinburg. Sinds 1994 maakt het kasteel samen met de Sint-Servaaskerk en de oude binnenstad deel uit van het werelderfgoed van de UNESCO.

## Geschiedenis
Het oorspronkelijke kasteel Quedlinburg werd gebouwd door de Oostfrankische koning Hendrik de Vogelaar. Na zijn overlijden in 936 kwam het kasteel in het weduwengoed van zijn vrouw, de heilige Mathilde, die besloot er een abdij te stichten. Door de vele giften die de Ottonen deden werd de abdij zeer rijk. Na de Reformatie werd de abdij protestants en werd zij omgezet in een evangelisch vrij-wereldlijk sticht, waar ongehuwde adellijke dames conform hun stand konden wonen. In 1803 werd het sticht opgeheven en de inboedel werd verkocht door koning Jérôme Bonaparte van Westfalen.
Van het kasteel van Hendrik de Vogelaar is alleen nog een deel van de begane grond bewaard gebleven. Dit werd later als kelder gebruikt. De kasteelpoort is vijftiende-eeuws en de drie vleugels van het slot stammen uit de zestiende tot en met de achttiende eeuw. Het uiterlijk wordt vooral bepaald door de zestiende-eeuwse gevels in renaissancestijl.

## Slotmuseum

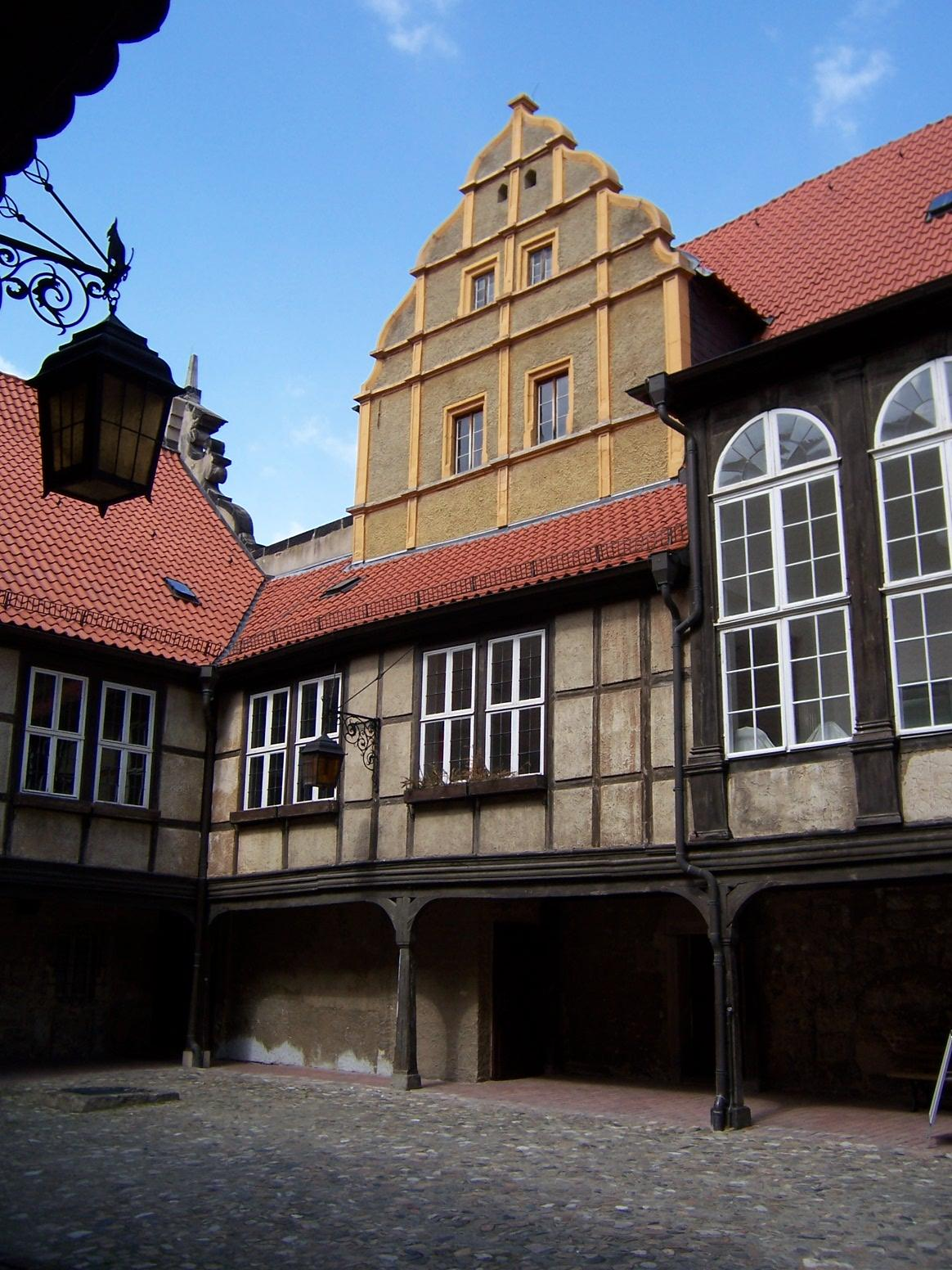
Schlossmuseum Quedlinburg

In het kasteel is het "Schlossmuseum" gevestigd, een onderdeel van de stedelijke musea van Quedlinburg. De vaste opstelling is vooral gewijd aan de geschiedenis van de abdij en de stad. Hierbij wordt gewerkt met computeranimaties. Tot de zwaartepunten behoort de prehistorische afdeling met vondsten als de schat van Lehof uit de bronstijd en de cirkelvormige gouden speld van Groß Orden. Bijzondere voorwerpen zijn een originele ballista en de zogenaamde "Raubgrafenkasten", een draagbare gevangenis. De naam dankt deze aan het verhaal dat Graaf Albrecht II van Regenstein, die na plunderingen op het omliggende platteland gevangen was genomen, bijna twee jaar in deze kist zou zijn opgesloten in het Quedlinburgse stadhuis (1336-1338).
Verder bevat het museum een verzameling zestiende- en zeventiende-eeuwse schilderijen uit Italië en de Nederlanden. Deze zijn ondergebracht in de oude representatieve ruimten op de eerste verdieping. Afgezien hiervan zijn deze verder tamelijk leeg, wat ook de schrijver Theodor Fontane al met enige ironie vaststelde in zijn roman Cécile uit 1887.
In de gewelven onder het kasteel, de zogenaamde "Ottonenkeller" is sinds 2002 een tentoonstelling over de Ottoonse tijd te zien. Daarnaast wordt aandacht besteed aan de wijze waarop de nazi's de geschiedenis van deze periode probeerden te gebruiken voor hun eigen doeleinden. Een uiting hiervan was de wijze waarop de Sint-Servaaskerk werd veranderd in een inwijdingsruimte voor de SS.